# Riccardo Lattanzi

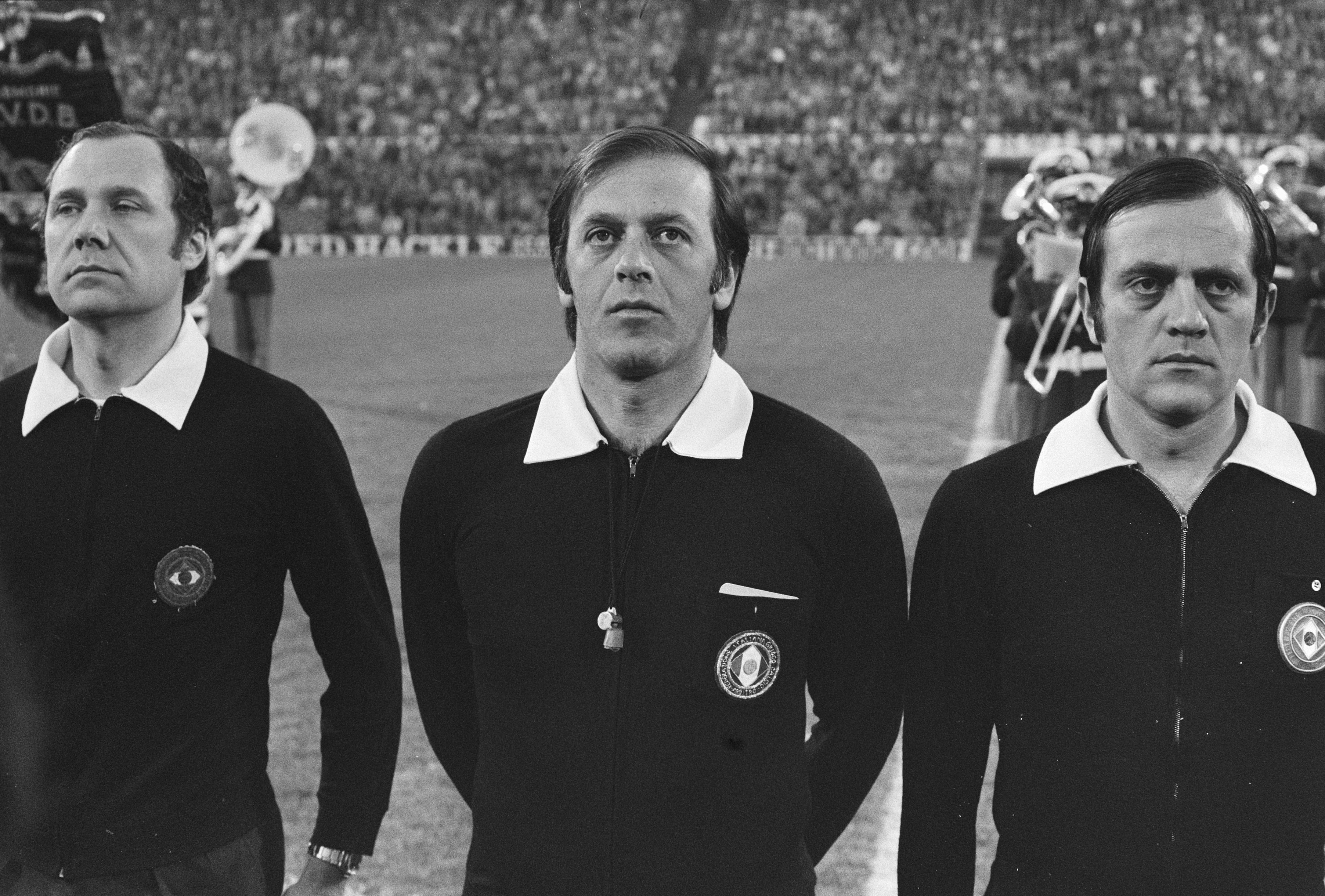
Lattanzi (M.) bei der Weltmeisterschaft 1974

Riccardo Lattanzi (* 10. April 1934 in Ancona; † 13. Juli 1991 in Rom) war ein italienischer Fußballschiedsrichter und -funktionär.

## Sportlicher Werdegang
Lattanzi leitete ab 1966 Ligaspiele in der Serie B und rückte bereits im folgenden Jahr in den Schiedsrichterkreis der Serie A auf. 1974 ersetzte er den ausscheidenden Concetto Lo Bello auf der FIFA-Schiedsrichterliste und pfiff im Juni des Jahres erstmals ein Länderspiel, als zur Vorbereitung auf die Weltmeisterschaftsendrunde 1974 der spätere Vizeweltmeister Niederlande sich mit einem 0:0-Remis von Rumänien trennte. Für die anschließende Serie-A-Spielzeit 1974/75 wurde er mit der Premio Giovanni Mauro als bester Serie-A-Schiedsrichter ausgezeichnet. In der Coppa Italia 1975/76 oblag ihm die Leitung des Finalspiels, in dem die SSC Neapel 14 Jahre nach dem ersten Pokaltriumph durch einen 4:0-Erfolg über Hellas Verona ihren zweiten nationalen Titel holte.
Auf internationaler Ebene stand Lattanzi lange Zeit im Schatten seines Landsmanns Sergio Gonella, der nicht nur für die EM-Endrunde 1976 sowie das WM-Turnier 1978 nominiert wurde, sondern dort jeweils das Finalspiel pfiff. Die Olympischen Sommerspiele 1980 blieben somit Lattanzis einziges größeres Turnier, dabei pfiff er ein Gruppenspiel und kam zu drei weiteren Einsätzen als Linienrichter – unter anderem unterstützte er Eldar Asimsade als Assistent beim Finalspiel zwischen der Tschechoslowakei und der DDR, das Joker Jindřich Svoboda mit seinem Treffer zum 1:0-Endstand zugunsten der Tschechoslowaken entschied. Im folgenden Jahr leitete er zum Ende seiner internationalen Laufbahn im Europapokal der Pokalsieger 1980/81 das Finalspiel zwischen Dinamo Tiflis und FC Carl Zeiss Jena vor weniger als 5000 Zuschauern im Düsseldorfer Rheinstadion, in dem der Sowjetvertreter trotz zwischenzeitlichem Rückstand mit 2:1 obsiegte. Bereits zuvor hatte er Halbfinalspiele geleitete, im UEFA-Pokal 1975/76 pfiff er beide Spiele zwischen dem FC Barcelona und dem späteren Titelträger FC Liverpool sowie im UEFA-Pokal 1978/79 das Rückspiel zwischen Hertha BSC und Roter Stern Belgrad, als die Berliner bei ihrem bis dato besten Europapokalabschneiden trotz eines 2:1-Heimsieges aufgrund der Auswärtstorregel ausschieden und damit ein deutsch-deutsches Duell mit dem späteren Sieger Borussia Mönchengladbach verpassten.
Nachdem Lattanzi noch auf nationaler Ebene Spiele geleitet hatte, beendete er 1982 seine aktive Laufbahn. Später war er für die Associazione Italiana Arbitri tätig und unterstützte den International Football Association Board als Schiedsrichterexperte. 1988 wurde er in die Schiedsrichterkommission der UEFA aufgenommen. 
Lattanzi starb 1991 im Alter von 57 Jahren in Rom.